# Gerhard Thiele
Gerhard Thiele (ur. 2 września 1953 w Heidenheim an der Brenz) – niemiecki fizyk i astronauta.

## Życiorys
W 1972 ukończył szkołę średnią w Ludwigsburgu, później studia fizyczne na Uniwersytecie w Monachium, a później na Uniwersytecie w Heidelbergu, gdzie w 1985 uzyskał doktorat. W latach 1972–1976 służył w niemieckiej armii. 3 sierpnia 1987 został wyselekcjonowany jako kandydat do odbycia lotu kosmicznego, 1988-1990 przechodził trening astronautyczny, później został włączony w skład rezerwowej załogi. W 1991 był jednym z pięciu niemieckich kandydatów Europejskiej Agencji Kosmicznej, jednak nie został wybrany. Od 11 do 22 lutego 2000 uczestniczył w misji STS-99 jako specjalista misji, trwającej 11 dni, 5 godzin i 38 minut. Pracował w Europejskiej Agencji Kosmicznej.

## Odznaczenia
- Order Zasługi Republiki Federalnej Niemiec I klasy (1993)
- Medal za Lot Kosmiczny (2000)
- Medal Za Zasługi dla Badenii-Wirtembergii (2001)
- Universal Astronaut Insignia za lot orbitalny (nr 391) – Stowarzyszenie Uczestników Lotów Kosmicznych (Association of Space Explorers(inne języki))[1]